# 阿韦尔纳
阿韦尔纳（法語：Havernas）是法国皮卡第大区索姆省的一个市镇，属于亚眠区多马昂蓬蒂约县。该市镇2009年时的人口为394人。

## 人口
阿韦尔纳人口变化图示
| 数据来源：INSEE |